# Гросси, Пьетро
Пьетро Гросси (итал. Pietro Grossi; 15 апреля 1917, Венеция — 21 февраля 2002, Флоренция) — итальянский визуальный художник и композитор, пионер компьютерной музыки. Он начал экспериментировать с электронными методами в искусстве в Италии в начале 1960-х годов. Один из пионеров электронного искусства.

## Биография
Пьетро Гросси родился в Венеции и учился в Болонском музыкальном лицее у Камилло Облака (виолончель), Чезаре Нордио (композиция) и Гвидо Спаньоли (контрапункт). В 1936 году, ещё до получения диплома, выиграл по конкурсу место солиста в оркестре фестиваля «Флорентийский музыкальный май» и играл на виолончели в этом коллективе вплоть до 1966 года.
В 1960-е годы преподавал в консерватории Флоренции, где и начал исследования и эксперименты с электроакустической музыкой. С 1936 по 1966 год был первым виолончелистом оркестра Maggio Musicale Fiorentino. К 1962 году он стал первым итальянцем, который провел первые успешные научные исследования в области компьютерной музыки.
В 1963 году он переключил свой интерес на электронную музыку и основал S 2F M (Studio di Fonologia Musicale di Firenze), которая располагалось в Консерватории Флоренции, и он также стал лектором по этому предмету.
В 1964 году организовал концерт с организацией Contemporary Musical Life , которая представила в Италии работу Джона Кейджа. В 1965 году получил звание первого профессора электронной музыки в Италии.
В 1967 году он сделал первый опыт в компьютерной музыке.
В 1970 году предпринял первые подходы к музыкальной телематике, организовав спектакль со связью между Римини (Pio Manzù Foundation) и Пизой (CNUCE). По приглашению Яниса Ксенакиса он представил еще один телематический концерт между Пизой и Парижем в 1974 году. Его вклад в разработку новых технологических музыкальных инструментов и в создание пакетов программного обеспечения для проектирования обработки музыки был фундаментальным для своего времени.
Он не ограничивал свою работу музыкальным миром, также занимался современным искусством. В 1980-е годы он работал над новыми формами художественного производства, ориентированными на использование персональных компьютеров в изобразительном искусстве. Он разрабатывает концепцию HomeArt, в рамках которой максимально пытается приблизить возможности компьютеров для реализации их потенциала в современном искусстве Гросси всегда интересовался каждой новой формой художественного выражения. Последним шагом его HomeArt является создание серии книг Unicum, выпускаемых в электронном виде и условно называемых HomeBooks (1991): каждая работа полностью отличается от других благодаря сильной гибкости цифровых средств. Серджио Мальтальяти продолжит этот проект, создав в 2012 году программное обеспечение autom@tedVisuaL, которое всегда генерирует различные графические варианты. Он основан на исходном коде HomeArt Q.Basic. Этот первый выпуск autom@tedVisuaL 1.0 выпустил 45 графических сэмплов, которые были проверены и опубликованы.
Чтобы экспериментировать с электронным звуком и композицией он сотрудничал с отделом компьютерной музыки «CNUCE» (Институт Национального исследовательского совета Пизы).
Последние мультимедийные эксперименты Гросси были с интерактивным звуком и графикой. Его более поздние работы включали автоматизированное и генеративное программное обеспечение для визуальной музыки autom@tedVisualMusiC 1.0, которое он расширил за пределы музыки в интерактивную работу для Интернета, задумав в сотрудничестве с Серхио Мальталяти в 1997 году, первую итальянскую интерактивную работу для web netOper@.

## Избранные произведения
- 1961 Progretto 2-3 Эта пьеса, состоящая из нескольких различных высоких монотонов, следующих друг за другом, является чрезвычайно минимальной и объемной, управляемой компьютерным алгоритмом.
- 1965 Battimenti — электронная работа, составленная и реализованная из «рабочего материала» для электронной студии музыкальной студии Fonologia (S 2F M), состоящая из 94 комбинаций близких частот.
- 1969 Collage — в котором концепции музыки являются открытым процессом, где музыкальное произведение не является законченным произведением, а скорее чем-то, чем нужно манипулировать.
- 1980 Computer Music — транскрипция и разработка (с помощью синтезатора Soft TAUMUS TAU2, IBM 370/168 Институтов CNR CNUCE и IEI) следующих авторов: Баха, Скарлатти, Паганини, Брамса, Шопена, Стравинского, Дебюсси, Джоплина, Сати, Веберна, Хиндемита, Штокхаузена.
- 1985-90 Mixed Unicum - еще один амбиентный дрон, похожий на Progretto 2-3, но гораздо более разнообразный и полезный, так как меняющиеся тона создают инопланетную топографию звука.
- 1986 HomeArt — Гросси разработал концепцию HomeArt. Она состоит из полностью автоматизированных и генеративных визуальных процессов, основанных на простых компьютерных программах Qbasic.

## Дискография
- Sergio Maltagliati, HomeBook 45 unicum graphics, 2012. ISBN 978-1-4716-1419-4
- Visioni di vita spaziale (Edizioni Leonardi Srl under licence to Pirames International Srl, 1967)
- Elettrogreca (Edizioni Leonardi Srl under licence to Pirames International Srl, 1967)
- GE-115 Computer Concerto (General Electrics, 1968)
- Elettro musica N.1 (Edizioni Leonardi Srl under licence to Pirames International Srl, 1971)
- Elettro musica N.2 (Edizioni Leonardi Srl under licence to Pirames International Srl, 1971)
- Computer Music (CNUCE/CNR, 1972)
- Atmosfera & elettronica (Edizioni Leonardi Srl under licence to Pirames International Srl, 1972)
- Computer Music — Bach/Grossi (LP, Ayma, 1980)
- Paganini al computer (LP, Edipan, 1982)
- Computer Music — Satie/Joplin/Grossi (LP, Edipan, 1983)
- Sound Life (LP, Edipan, 1985)
- Battimenti (CD, ants records, 2003)
- Suono Segno Gesto Visione a Firenze 2 -Grossi, Chiari, Cardini, Mayr, Lombardi, Aitiani, Maltagliati (Atopos 2005)
- Musicautomatica (CD, Die Schachtel, 2008)
- BATTIMENTI 2.5 audio Cd - numbered copy of limited edition / Cd

### DVD видео
- CIRCUS_8 DVD video Quantum Bit Limited Edition (2008) QuBIT 005
- CIRCUS_5.1 DVD (digital edition) Quantum Bit Netlabel (2012) QuBIT 013